# Schedopontocypris setosa
Schedopontocypris setosa is een mosselkreeftjessoort uit de familie van de Pontocyprididae. De wetenschappelijke naam van de soort werd in 1894 als Pontocypris setosa gepubliceerd door Gustav Wilhelm Müller.